# Опер, Андрес
А́ндрес О́пер (эст. Andres Oper; 7 ноября 1977, Таллин, СССР) — эстонский футболист, нападающий. Выступал в национальной сборной Эстонии.

## Карьера
Ранее выступал за клубы «Флора» Таллин, «Тервис» Пярну, «Ольборг», «Торпедо» Москва, «Рода», «Шанхай Шэньхуа» и «Неа Саламина».
4 февраля 2014 года Андрес Опер объявил о завершении своей игровой карьеры.
26 мая 2014 состоялась его последняя игра в сборной Эстонии против сборной Гибралтара. Рекордсмен сборной по числу забитых голов.
Трижды, в 1999, 2002 и 2005 годах, признавался лучшим футболистом Эстонии.
В сентябре 2016 года стал помощником тренера в сборной Эстонии. В июле 2019-го покинул этот пост. В апреле 2023 стал главным тренером юношеской сборной Эстонии по футболу U-16.

## Достижения
Флора
- Чемпион Эстонии 1994/95, 1997/98, 1998
- Обладатель Кубка Эстонии 1995, 1998
- Обладатель Суперкубка Эстонии 1998

### Личные достижения
- Лучший футболист Эстонии 1999, 2002 и 2005 годов

## Статистика
Данные на 20 мая 2025
| Сезон   | Клуб              | Матчи | Голы |
| ------- | ----------------- | ----- | ---- |
| 1994/95 | Флора (Таллин)    | 1     | 0    |
| 1995/96 | Флора (Таллин)    | 9     | 2    |
| 1995/96 | Тервис (Пярну)    | 9     | 3    |
| 1996/97 | Флора (Таллин)    | 18    | 13   |
| 1997/98 | Флора (Таллин)    | 22    | 15   |
| 1998    | Флора (Таллин)    | 13    | 10   |
| 1999    | Флора (Таллин)    | 10    | 4    |
| 1999/00 | Ольборг (Ольборг) | 30    | 7    |
| 2000/01 | Ольборг (Ольборг) | 29    | 6    |
| 2001/02 | Ольборг (Ольборг) | 31    | 4    |
| 2002/03 | Ольборг (Ольборг) | 27    | 10   |
| 2003    | Торпедо (Москва)  | 14    | 3    |
| 2004    | Торпедо (Москва)  | 24    | 4    |
| 2005    | Торпедо (Москва)  | 15    | 1    |
| 2005/06 | Рода (Керкраде)   | 24    | 8    |
| 2006/07 | Рода (Керкраде)   | 32    | 11   |
| 2007/08 | Рода (Керкраде)   | 20    | 7    |
| 2008/09 | Рода (Керкраде)   | 27    | 6    |